# Dalla parte degli animali
Dalla parte degli animali è un programma televisivo italiano di genere animalistico, ideato da Silvio Berlusconi e Michela Vittoria Brambilla con la regia di Fabio Villoresi, in onda su Rete 4 dal 2017 ed è condotto dalla stessa Brambilla.

## Il programma
La trasmissione nasce nella primavera 2017, sotto la forte spinta dello stesso fondatore di Mediaset Silvio Berlusconi, come rivelato da Michela Vittoria Brambilla in occasione della morte di quest’ultimo. Dopo la prima stagione andata in onda in primavera, la seconda è stata trasmessa nell'autunno dello stesso 2017, con la regia di Lorenzo Annunziata.
La terza stagione è andata in onda tra dicembre del 2018 e marzo del 2019; la quarta da gennaio a marzo del 2020 e la quinta stagione da settembre del 2020 al luglio del 2021. La sesta stagione è in onda dal 10 ottobre 2021 al 10 luglio 2022.
Nella prima stagione la presentatrice Michela Vittoria Brambilla va in ogni puntata in un rifugio o in un canile diverso in tutta Italia per presentare gli animali in stallo: il pubblico da casa può contattare il programma per ricevere informazioni o adottare gli animali mostrati.
"La nostra – ricorda la conduttrice – non è una trasmissione che parla di animali, ma la prima trasmissione davvero animalista, che usa la televisione come strumento per promuovere le adozioni e contribuire a sconfiggere la piaga degli abbandoni e del randagismo".
La seconda stagione viene invece trasmessa da una cascina della Brianza, presentando clip di animali abbandonati, le strutture che li ospitano e i volontari che si prendono cura di loro.
All'interno del programma, tre rubriche: L'amico famoso è dedicato agli animali dei VIP dello spettacolo e della politica, che ne raccontano abitudini e personalità; A scuola di eroi dà spazio agli animali che rendono servizi straordinari: cani anti-incendio, cani da valanga, cani impiegati per il soccorso dopo i terremoti, cani-bagnino, cani-detective; Storie a lieto fine parla infine di avventure pericolose con protagonisti animali.
A partire dalla terza stagione, con durata aumentata di venti minuti, trovano spazio nuove rubriche: Un animale da scoprire, con descrizione e caratteristiche degli animali presentati; le Notizie dal mondo, entrambe condotte dall'avatar animato di un cane di nome Lucky (al quale dà la voce Luca Sandri); I diritti degli animali, dove vengono esaminati casi a livello legale con il parere dell'avvocato; Impariamo divertendoci, dove educatori cinofili illustrano le attività ludiche e sportive a loro adatte, l'alimentazione degli animali con il parere del nutrizionista e le domande dei telespettatori su diverse curiosità del mondo animale.
Dalla sesta stagione, che vede la partecipazione della piccola Stella Sofia Maggioni, figlia della conduttrice, ci sono nuove rubriche (SOS animali per segnalare animali dispersi e sulla salvaguardia e cura degli animali selvatici), la conferma di altre (L'amico famoso, Impariamo divertendoci, I diritti degli animali, L'adozione live e le domande dei telespettatori) mentre l'avatar animato di Lucky conduce i suoi spazi (Un animale da scoprire, Le notizie dal mondo e i video forniti dagli ascoltatori) da uno studio televisivo virtuale.
La settima stagione del programma parte il 2 ottobre 2022. Le prime due puntate vanno in onda dalla sede del Centro Recupero Animali Selvatici "Stella del Nord" e va in onda dalle 10:25 alle 11:55, con durata aumentata a 80 minuti.
L'ottava stagione del programma inizia il 17 settembre 2023 e si chiude il 18 agosto 2024. A partire dal 14 aprile 2024, a causa della par condicio per le elezioni europee, la trasmissione cambia nome in Dalla parte degli animali - Kids, condotta da Stella Sofia Maggioni, coadiuvata da Leonardo Maggioni e da altri quattro bambini, con nuove rubriche, per 10 puntate fino al 16 giugno 2024.
La nona stagione del programma inizia il 15 settembre 2024, condotta da Michela Vittoria Brambilla e Stella Sofia Maggioni con la collaborazione di Leonardo Maggioni.

## Edizioni
| Edizione | Inizio            | Fine             | Rete televisiva | Conduzione                                                           | Puntate |
| -------- | ----------------- | ---------------- | --------------- | -------------------------------------------------------------------- | ------- |
| 1ª       | 29 aprile 2017    | 24 giugno 2017   | Rete 4          | Michela Vittoria Brambilla                                           | 18      |
| 2ª       | 4 novembre 2017   | 30 dicembre 2017 | Rete 4          | Michela Vittoria Brambilla                                           | 18      |
| 3ª       | 9 dicembre 2018   | 24 marzo 2019    | Rete 4          | Michela Vittoria Brambilla                                           | 16      |
| 4ª       | 12 gennaio 2020   | 15 marzo 2020    | Rete 4          | Michela Vittoria Brambilla                                           | 10      |
| 5ª       | 28 settembre 2020 | 4 luglio 2021    | Rete 4          | Michela Vittoria Brambilla                                           | 80      |
| 6ª       | 10 ottobre 2021   | 10 luglio 2022   | Rete 4          | Michela Vittoria Brambilla                                           | 80      |
| 7ª       | 2 ottobre 2022    | 16 luglio 2023   | Rete 4          | Michela Vittoria Brambilla                                           | 41      |
| 8ª       | 17 settembre 2023 | 18 agosto 2024   | Rete 4          | Michela Vittoria Brambilla                                           | 38      |
| 8ª       | 14 aprile 2024    | 16 giugno 2024   | Rete 4          | Stella Sofia Maggioni                                                | 10      |
| 9ª       | 15 settembre 2024 | in corso         | Rete 4          | Michela Vittoria Brambilla, Stella Sofia Maggioni, Leonardo Maggioni | 43      |